# Chenay, Marne
Chenay là một xã thuộc tỉnh Marne trong vùng Grand Est đông nam nước Pháp. Xã nằm ở khu vực có độ cao trung bình 189 mét trên mực nước biển.